# Progressive Demokratische Partei
Die Progressive Demokratische Partei (arabisch الحزب الديمقراطي التقدمي al-Ḥizb ad-Dīmuqrāṭī at-Taqaddumī, französisch Parti Démocrate Progressiste, Abkürzung PDP) war eine liberale und säkulare Partei in Tunesien. Sie wurde 1983 als Progressiver Sozialistischer Zusammenschluss gegründet, 1988 offiziell zugelassen und 2001 in Progressive Demokratische Partei umbenannt. Unter der autokratischen Herrschaft von Staatspräsident Zine el-Abidine Ben Ali war sie eine legale Oppositionspartei, die jedoch politischen Repressionen ausgesetzt war. Nach der Revolution in Tunesien 2010/2011 war sie dann eine der wichtigsten säkularen Parteien. Sie wurde von Ahmed Nejib Chebbi und Maya Jribi geführt. Im April 2012 fusionierte sie mit anderen Parteien zur Republikanischen Partei.

## Unter der Herrschaft Ben Alis
Bei seiner Gründung versammelte der Progressive Sozialistische Zusammenschluss (التجمع الاشتراكي التقدمي, französisch Rassemblement Socialiste Progressiste) Oppositionelle verschiedener Strömungen: von ehemaligen Marxisten hin zu Demokratieaktivisten und fortschrittlichen Muslimen. Auch nachdem sie 1988 vom Innenministerium zugelassen wurde, sah sich die Partei unter Führung von Nejib Chebbi Verfolgungen durch die Polizei und Angriffen von regierungseigenen Medien ausgesetzt. An den Wahlen 1989 bis 1999 nahm sie erfolglos teil: Ihr Stimmenanteil lag zwischen 0,1 und 0,3 %. Infolgedessen war sie nicht im Parlament vertreten und erhielt auch keine finanziellen Zuwendungen vom Staat.
2001 benannte sich der Zusammenschluss in „Progressive Demokratische Partei“ um. Um auf das Demokratiedefizit in Tunesien aufmerksam zu machen, entschloss sie sich 2004 zum Wahlboykott. Maya Jribi löste Nejib Chebbi 2006 als Generalsekretär ab. Sie war die erste Frau an der Spitze einer tunesischen Partei. Als ein Gericht die Partei zwingen wollte, ihre Parteizentrale aus Tunis zu verlegen, traten Jribi und Chebbi im Oktober 2007 in einen 20-tägigen Hungerstreik. Die Regierung Ben Ali hob die Entscheidung daraufhin auf und die Bekanntheit der Partei nahm deutlich zu. Nachdem ein genau auf ihn zugeschnittenes Gesetz Nejib Chebbi von der Präsidentschaftswahl 2009 ausschloss, rief die Partei erneut zum Boykott auf.

## Nach der Tunesischen Revolution 2011
Nach der Flucht Ben Alis aus Tunesien wurde Nejib Chebbi am 17. Januar 2011 als Minister für Regionalentwicklung in die Übergangsregierung berufen. In der Kampagne zur Wahl zur Verfassunggebenden Versammlung im Oktober 2011 fuhr die PDP einen entschieden anti-islamistischen Kurs. Sie trat als Hauptgegnerin der als Favoritin geltenden Ennahda-Bewegung auf. Anders als der Kongress für die Republik (CPR), mit dem sie im Wettbewerb um die Stimmen der säkularen Mittelschicht stand, schloss die PDP eine Koalition strikt aus. Sie führte einen Wahlkampf nach westlichem Vorbild mit intensiver Mediennutzung, in dem sie sich einerseits auf ihre Vergangenheit als prinzipientreue Opposition zum alten Regime berief, andererseits Ennahda scharf angriff. Die Gegnerschaft zu der islamistischen Partei wurde der Hauptpunkt ihrer Wahlwerbung und verdrängte alle inhaltlichen Themen.
Bei der Wahl schnitt die PDP überraschend schwach ab: Sie hatte 17 Abgeordnete und damit 7,8 % von insgesamt 217 Sitzen in der Verfassunggebenden Versammlung Tunesiens. Nach dieser Wahlniederlage wurde auf dem fünften Parteikongress der Fortschrittspartei am 9. April 2012 die Republikanische Partei als „neue Partei der Mitte“ gegründet, der sich auch die Afek Tounes und mehrere andere liberale und säkulare Parteien sowie Unabhängige anschlossen.